# Маріана Кердівара-Єшану
Маріана Кердівара-Єшану (рум. Mariana Cherdivară; нар. 15 вересня 1992, Баху, Калараський район) — молдовська борчиня вільного стилю, срібна призерка чемпіонату Європи, срібна призерка чемпіонату світу серед студентів, учасниця Олімпійських ігор.

## Життєпис
Боротьбою почала займатися з 2007 року. У 2009 році стала чемпіонкою Європи серед кадетів. Наступного року здобула золоту медаль чемпіонату Європи серед юніорів. У 2011 році вдруге стала чемпіонкою Європи серед юніорів і стала другою на чемпіонаті світу серед юніорів.
Тренується у борцівській школі Келераша. Тренер — Костянтин Кобілян.

## Спортивні результати на міжнародних змаганнях

### Виступи на Олімпіадах
| Змагання                    | Збірна  | Вагова категорія          | Місце |
| --------------------------- | ------- | ------------------------- | ----- |
| Літні Олімпійські ігри 2016 | Молдова | жіноча боротьба, до 58 кг | 11    |

### Виступи на Чемпіонатах світу
| Змагання                        | Збірна  | Вагова категорія          | Місце |
| ------------------------------- | ------- | ------------------------- | ----- |
| Чемпіонат світу з боротьби 2011 | Молдова | жіноча боротьба, до 63 кг | 32    |
| Чемпіонат світу з боротьби 2013 | Молдова | жіноча боротьба, до 55 кг | 18    |
| Чемпіонат світу з боротьби 2015 | Молдова | жіноча боротьба, до 58 кг | 28    |
| Чемпіонат світу з боротьби 2018 | Молдова | жіноча боротьба, до 59 кг | 14    |
| Чемпіонат світу з боротьби 2019 | Молдова | жіноча боротьба, до 62 кг | 10    |

### Виступи на Чемпіонатах Європи
| Змагання                         | Збірна  | Вагова категорія          | Місце  |
| -------------------------------- | ------- | ------------------------- | ------ |
| Чемпіонат Європи з боротьби 2011 | Молдова | жіноча боротьба, до 63 кг | 14     |
| Чемпіонат Європи з боротьби 2013 | Молдова | жіноча боротьба, до 55 кг | 7      |
| Чемпіонат Європи з боротьби 2017 | Молдова | жіноча боротьба, до 58 кг | Срібло |
| Чемпіонат Європи з боротьби 2019 | Молдова | жіноча боротьба, до 62 кг | 9      |
| Чемпіонат Європи з боротьби 2020 | Молдова | жіноча боротьба, до 62 кг | 5      |

### Виступи на Європейських іграх
| Змагання              | Збірна  | Вагова категорія          | Місце |
| --------------------- | ------- | ------------------------- | ----- |
| Європейські ігри 2015 | Молдова | жіноча боротьба, до 58 кг | 12    |
| Європейські ігри 2019 | Молдова | жіноча боротьба, до 62 кг | 12    |

### Виступи на Чемпіонатах світу
| Змагання                                        | Збірна  | Вагова категорія          | Місце  |
| ----------------------------------------------- | ------- | ------------------------- | ------ |
| Чемпіонат світу з боротьби серед студентів 2012 | Молдова | жіноча боротьба, до 55 кг | Срібло |

### Виступи на інших змаганнях
| Змагання                                                         | Збірна  | Вагова категорія          | Місце  |
| ---------------------------------------------------------------- | ------- | ------------------------- | ------ |
| Турнір Олександра Медведя 2011                                   | Молдова | жіноча боротьба, до 63 кг | 8      |
| Турнір Яшара Догу 2012                                           | Молдова | жіноча боротьба, до 59 кг | Бронза |
| Меморіал Іона Корнеану 2012                                      | Молдова | жіноча боротьба, до 55 кг | Срібло |
| Турнір Дана Колова — Николи Петрова 2013                         | Молдова | жіноча боротьба, до 55 кг | Срібло |
| Меморіал Вацлава Циолковського 2013                              | Молдова | жіноча боротьба, до 55 кг | 13     |
| Турнір Олександра Медведя 2015                                   | Молдова | жіноча боротьба, до 58 кг | Бронза |
| Турнір «Олімпія» 2015                                            | Молдова | жіноча боротьба, до 58 кг | Срібло |
| Гран-прі Німеччини з боротьби 2015                               | Молдова | жіноча боротьба, до 58 кг | 10     |
| Турнір Дана Колова — Николи Петрова 2016                         | Молдова | жіноча боротьба, до 58 кг | Срібло |
| Олімпійський кваліфікаційний турнір з боротьби 2016 (Зренянин)   | Молдова | жіноча боротьба, до 58 кг | Бронза |
| Олімпійський кваліфікаційний турнір з боротьби 2016 (Улан-Батор) | Молдова | жіноча боротьба, до 58 кг | 5      |
| Олімпійський кваліфікаційний турнір з боротьби 2016 (Стамбул)    | Молдова | жіноча боротьба, до 58 кг | 15     |
| Київський Міжнародний турнір з боротьби 2017                     | Молдова | жіноча боротьба, до 58 кг | 5      |
| Турнір Дана Колова — Николи Петрова 2017                         | Молдова | жіноча боротьба, до 58 кг | Бронза |
| Меморіал Іона Корнеану і Ладислава Сімона 2018                   | Молдова | жіноча боротьба, до 59 кг | Золото |
| Турнір Дана Колова — Николи Петрова 2019                         | Молдова | жіноча боротьба, до 62 кг | 9      |
| Меморіал Іона Корнеану і Ладислава Сімона 2019                   | Молдова | жіноча боротьба, до 62 кг | Срібло |
| Турнір Яшара Догу 2020                                           | Молдова | жіноча боротьба, до 62 кг | 5      |

### Виступи на змаганнях молодших вікових груп
| Змагання                                       | Збірна  | Вагова категорія          | Місце  |
| ---------------------------------------------- | ------- | ------------------------- | ------ |
| Чемпіонат Європи з боротьби серед кадетів 2009 | Молдова | жіноча боротьба, до 56 кг | Золото |
| Чемпіонат Європи з боротьби серед юніорів 2010 | Молдова | жіноча боротьба, до 59 кг | Золото |
| Чемпіонат світу з боротьби серед юніорів 2010  | Молдова | жіноча боротьба, до 59 кг | 9      |
| Чемпіонат Європи з боротьби серед юніорів 2011 | Молдова | жіноча боротьба, до 59 кг | Золото |
| Чемпіонат світу з боротьби серед юніорів 2011  | Молдова | жіноча боротьба, до 59 кг | Срібло |
| Чемпіонат Європи з боротьби серед юніорів 2012 | Молдова | жіноча боротьба, до 59 кг | 7      |
| Чемпіонат Європи з боротьби серед молоді 2015  | Молдова | жіноча боротьба, до 58 кг | 8      |